# Листолазы
Листолазы (лат. Phyllobates) — род бесхвостых земноводных из семейства древолазов. Представители данного рода — одни из самых ядовитых животных на Земле.

## Описание
Общая длина представителей этого рода колеблется от 2 до 4 см. Конечности лишены перепонок, а концы пальцев расширены в диски, которые играют роль присосок, помогающих при передвижении по листве и ветвям. Имеют яркий, контрастный окрас.

## Образ жизни
Предпочитают нижние ярусы дождевых тропических лесов. Питаются преимущественно муравьями и другими мелкими насекомыми и клещами.

## Распространение
Распространены в Центральной и Южной Америке.

## Токсичность
Листолазы — одни из самых ядовитых лягушек в мире. Один листолаз вырабатывает до 500 мкг яда батрахотоксина. Однако, при содержании в неволе они теряют большую часть своей токсичности, так как вещества, которые служат основой для выработки ядовитой слизи, перестают попадать в их рацион. Тем не менее, остаточная ядовитость сохраняется, и после общения с такими питомцами необходимо очень тщательно вымыть руки.

## Классификация
На февраль 2023 года в род включают 5 видов:
- Phyllobates aurotaenia Boulenger, 1913 — Золотистополосый листолаз
- Phyllobates bicolor Duméril et Bibron, 1841 — Двухцветный листолаз
- Phyllobates lugubris Schmidt, 1857 — Очаровательный листолаз
- Phyllobates terribilis Myers, Daly et Malkin, 1978 — Ужасный листолаз
- Phyllobates vittatus Cope, 1893 — Полосатый листолаз

## Галерея

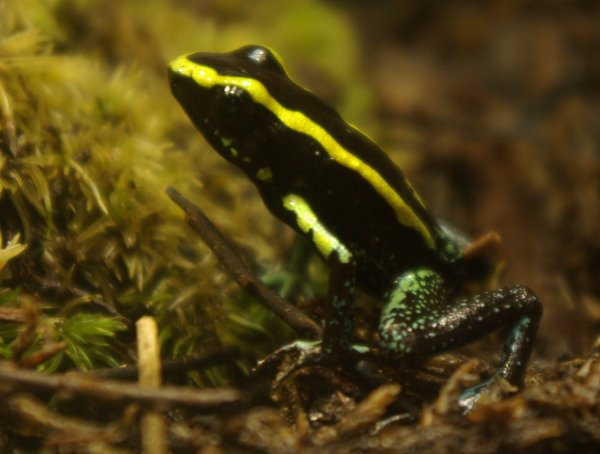
Золотистополосый листолаз
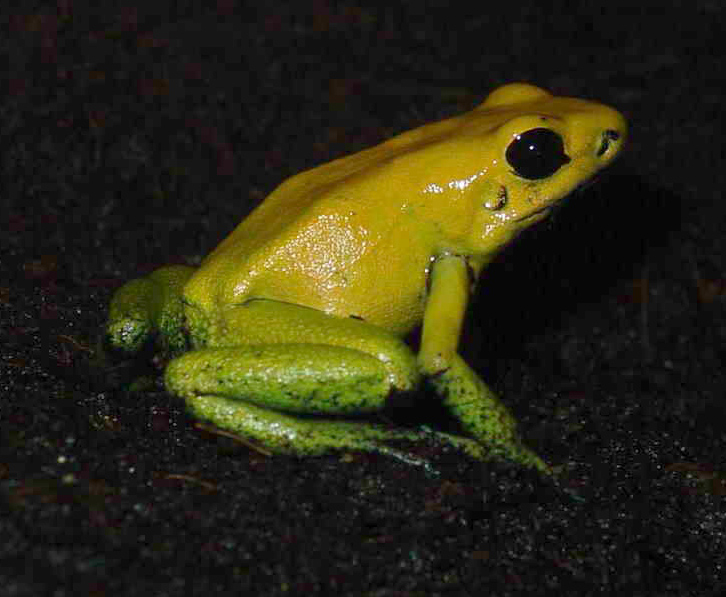
Двухцветный листолаз
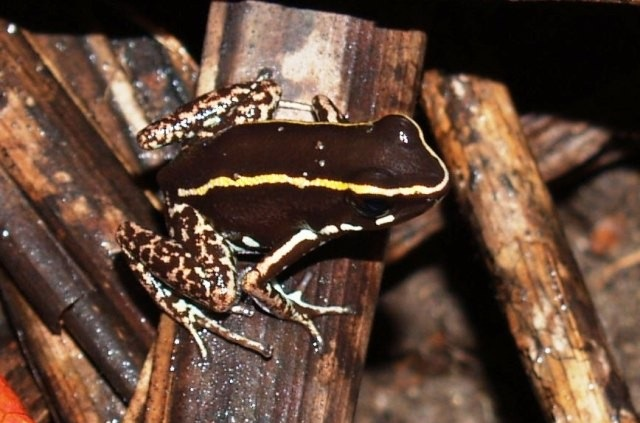
Очаровательный листолаз
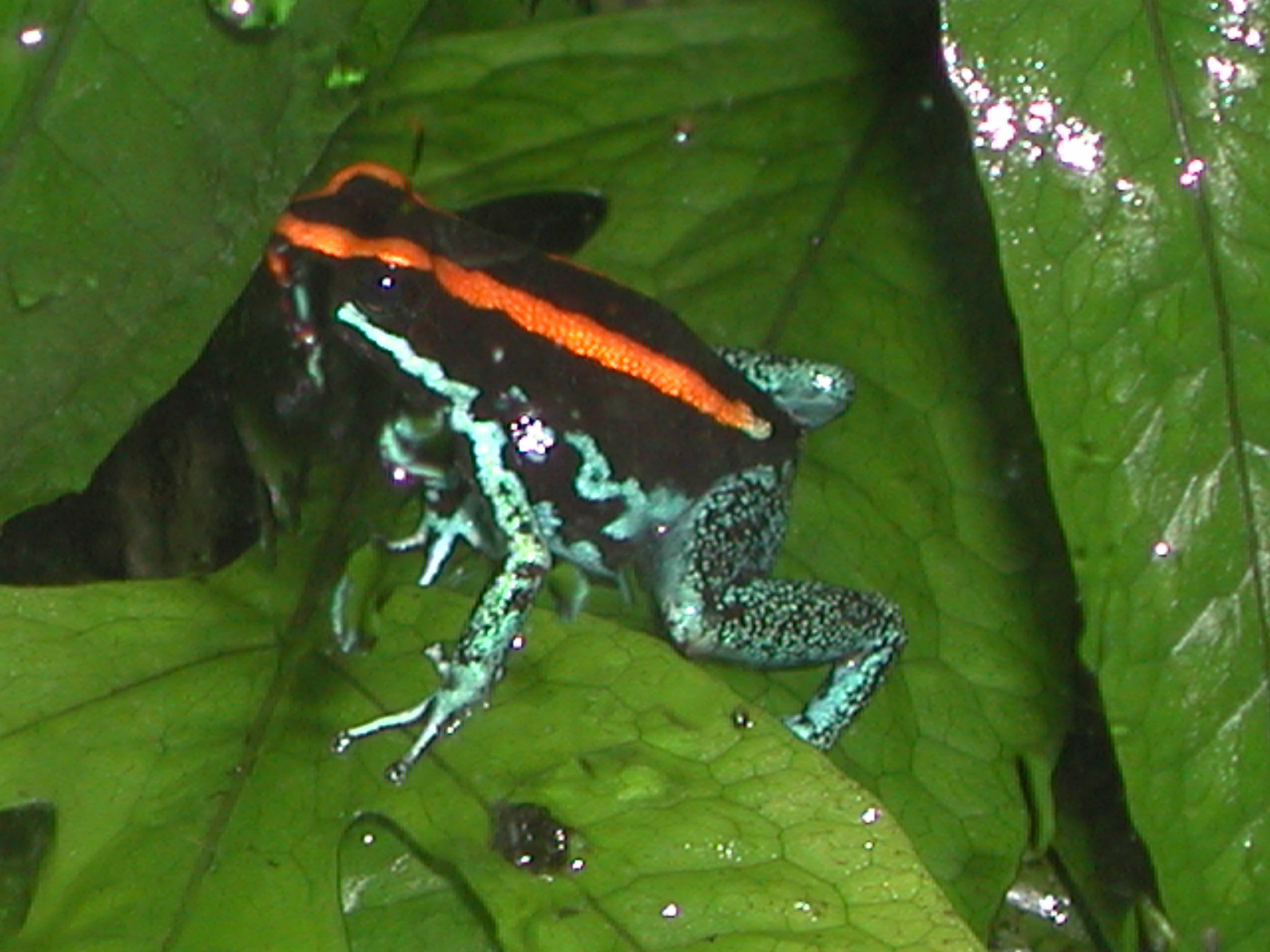
Полосатый листолаз